# Puente de arco tesado

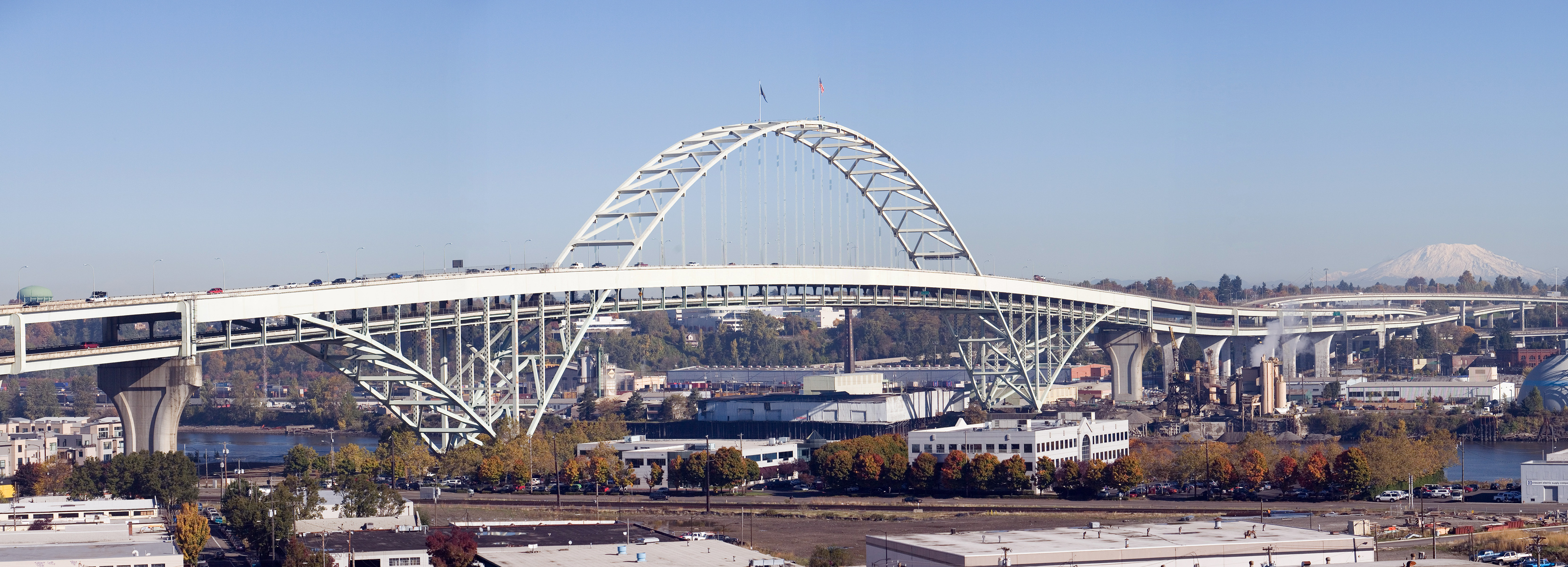
El puente Fremont, en Portland, Oregon, es el segundo puente más largo en arco tesado del mundo. En este caso, los semiarcos de cada extremo del puente terminan encima de esbeltos pilares elevados. Las fuerzas horizontales del arco principal y de los otros semiarcos se equiliban en las cimentaciones

Un puente en arco tesado (en inglés: Tied-arch bridge; en francés: Pont bow-string), es un tipo de puente en arco en el que las fuerzas horizontales del arco, o cuerda superior, son compensadas por la tensión de la cuerda inferior (ya sea por tirantes horizontales o por el propio tablero), en lugar de ir hacia el suelo o hacia los cimientos del puente. Los empujes hacia abajo generados por el peso del tablero se transmiten a través de una serie de tirantes como tracciones en forma de fuerzas verticales a la cuerda superior curvada tendiendo a aplanarla, y por lo tanto, presionando sus extremos hacia fuera, hacia los estribos, al igual que en otros puentes en arco. Sin embargo, en un puente en arco tesado, estos movimientos están restringidos, no por los estribos, sino por la cuerda inferior que une estos puntos para absorber los empujes de tracción, algo así como la cuerda que sujeta los extremos de un arco tensado. Por eso a este diseño a veces también se le llama «puente en arco de cuerda» o «puente de celosía en cuerda» (bowstring-arch o bowstring-girder bridge).[cita requerida].
La eliminación de las fuerzas horizontales en el estribo permite que este tipo de puentes se construyan con cimentaciones menos sólidas, por lo que se pueden situar sobre pilonas elevadas o en áreas de suelos inestables. Además, ya que su integridad no depende de las fuerzas de compresión horizontales, los puentes en arco tesados pueden ser prefabricados fuera de su emplazamiento definitivo, y posteriormente ser colocados en su sitio, bien transportándolos flotando, arrastrándolos o izándolos. Un caso notable de estos procedimientos fue la instalación del puente Fremont, en Portland, Oregón.

## Problemática

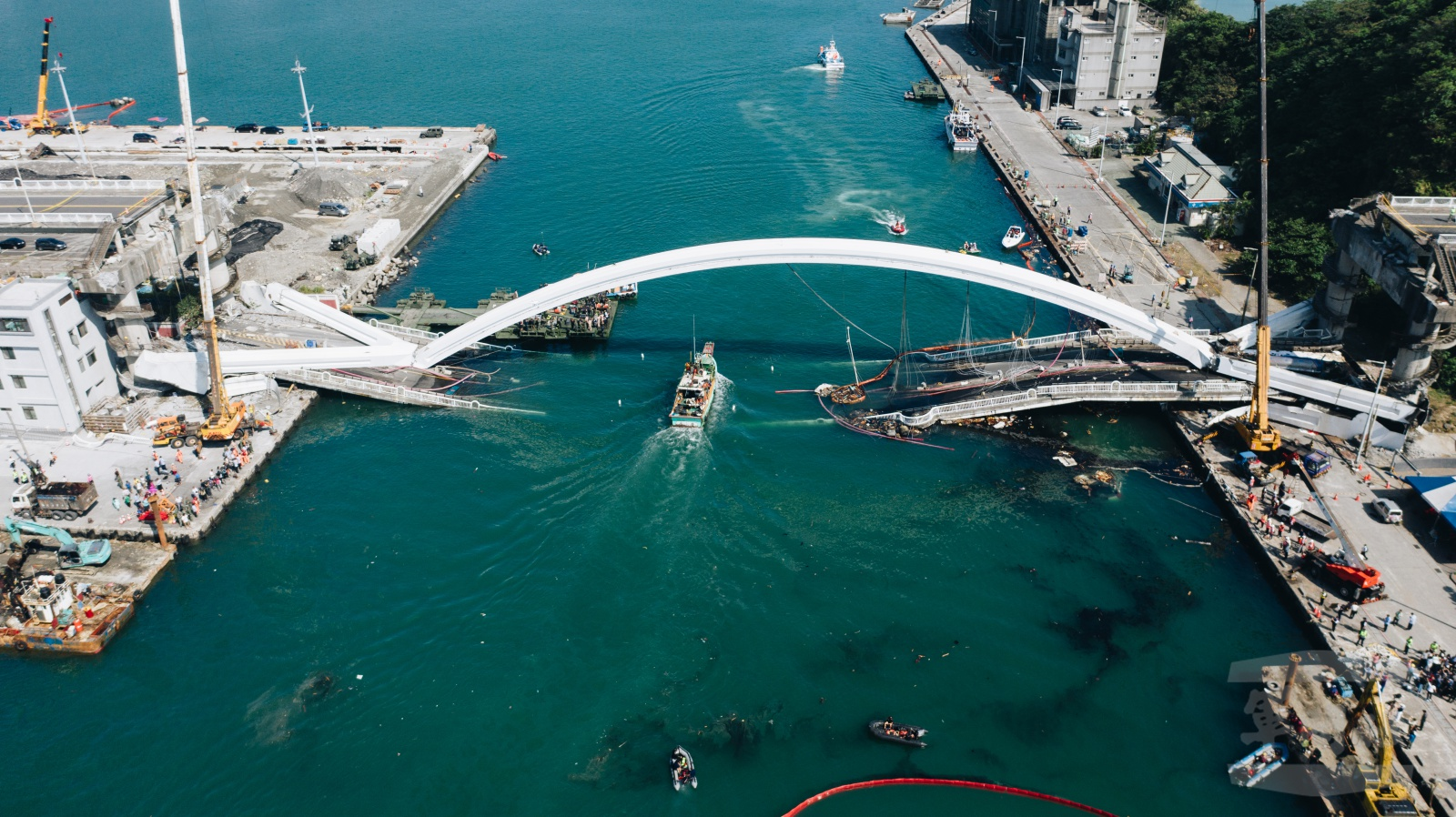
Puente de Nanfangao, después de haber colapsado.

En un aviso de 1978 emitido por la Administración Federal de Carreteras de Estados Unidos (Federal Highway Administration, FHWA), se señalaba que los puentes en arco tesados eran susceptibles de tener problemas causados por soldaduras deficientes en la conexión entre el arco costal y las vigas de empate, y en la conexión entre el arco y los vínculos verticales. Además, los problemas con las soldaduras eléctricas (electroslag welds, o ESW), aunque no sean únicamente en los puentes en arco tesados, dan como resultado reparaciones complejas, costosas y que requieren bastante tiempo. La estructura en su conjunto fue descrita como no redundante; y el colapso de cualquiera de las dos vigas del cordón inferior se traduciría en el fallo de toda la estructura.

## Galería

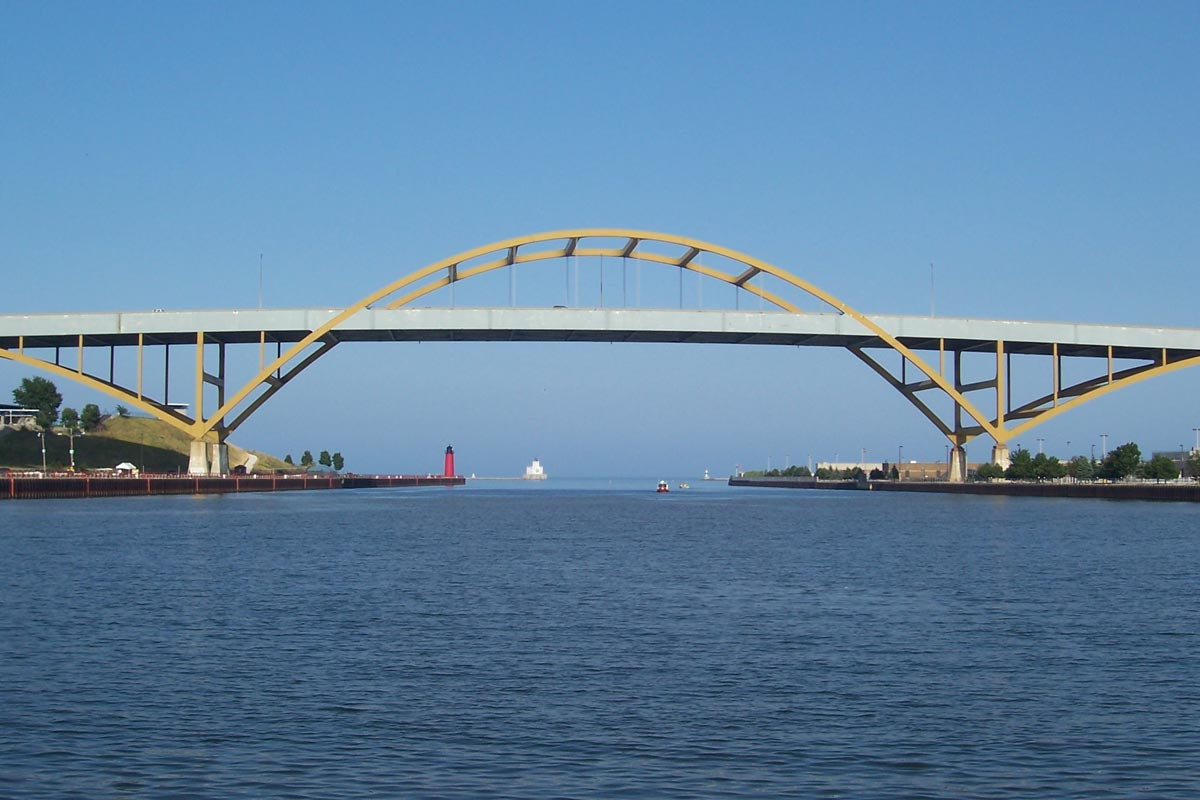
El puente de Hoan es un puente en arco atirantado que soporta la carretera Interestatal 794 sobre el río Milwaukee en Milwaukee, Wisconsin.
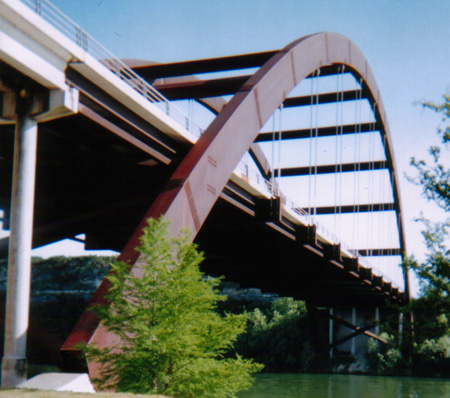
El puente Pennybacker es un puente en arco  tradicional. Nótese  que los arcos terminan en los estribos de cimentación, que proporcionan la fuerza de compresión que tiene el puente de arriba.
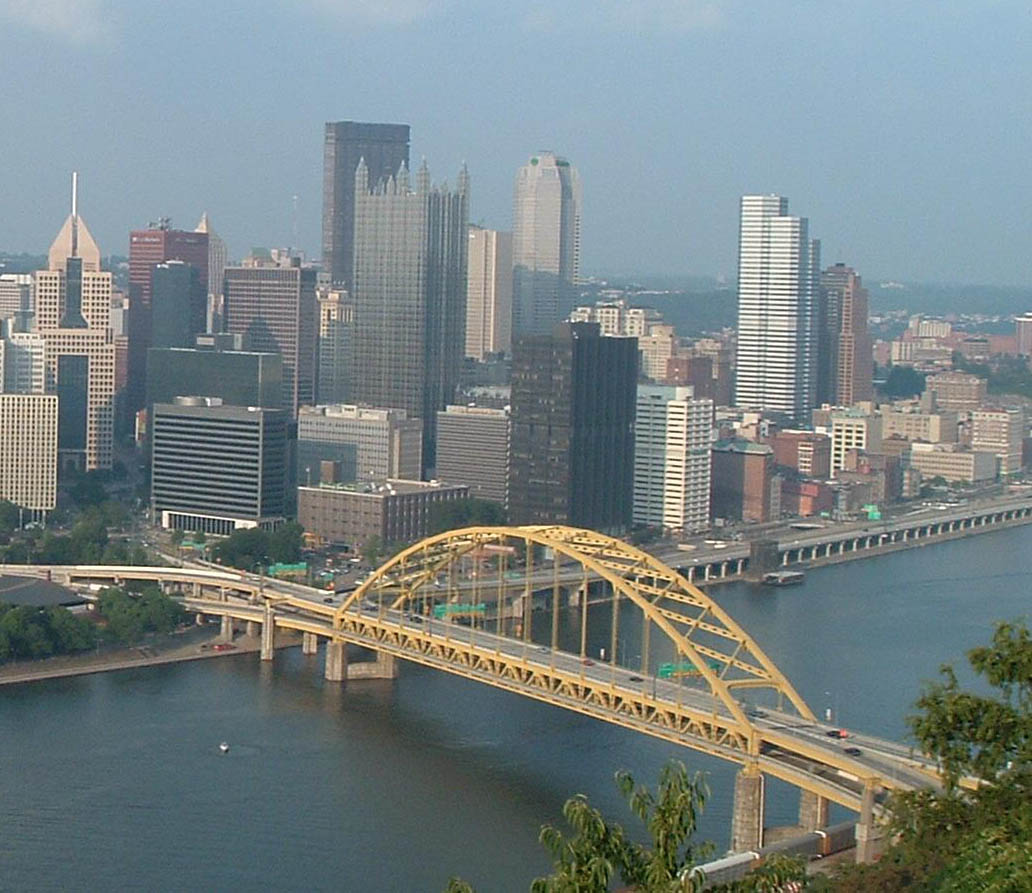
El puente Fort Pitt es un puente en arco atirantado. Nótese que los arcos terminan sobre esbeltos pilares elevados, que no proporcionan fuerzas de compresión; la tensión en el tablero de la carretera sostiene el arco.
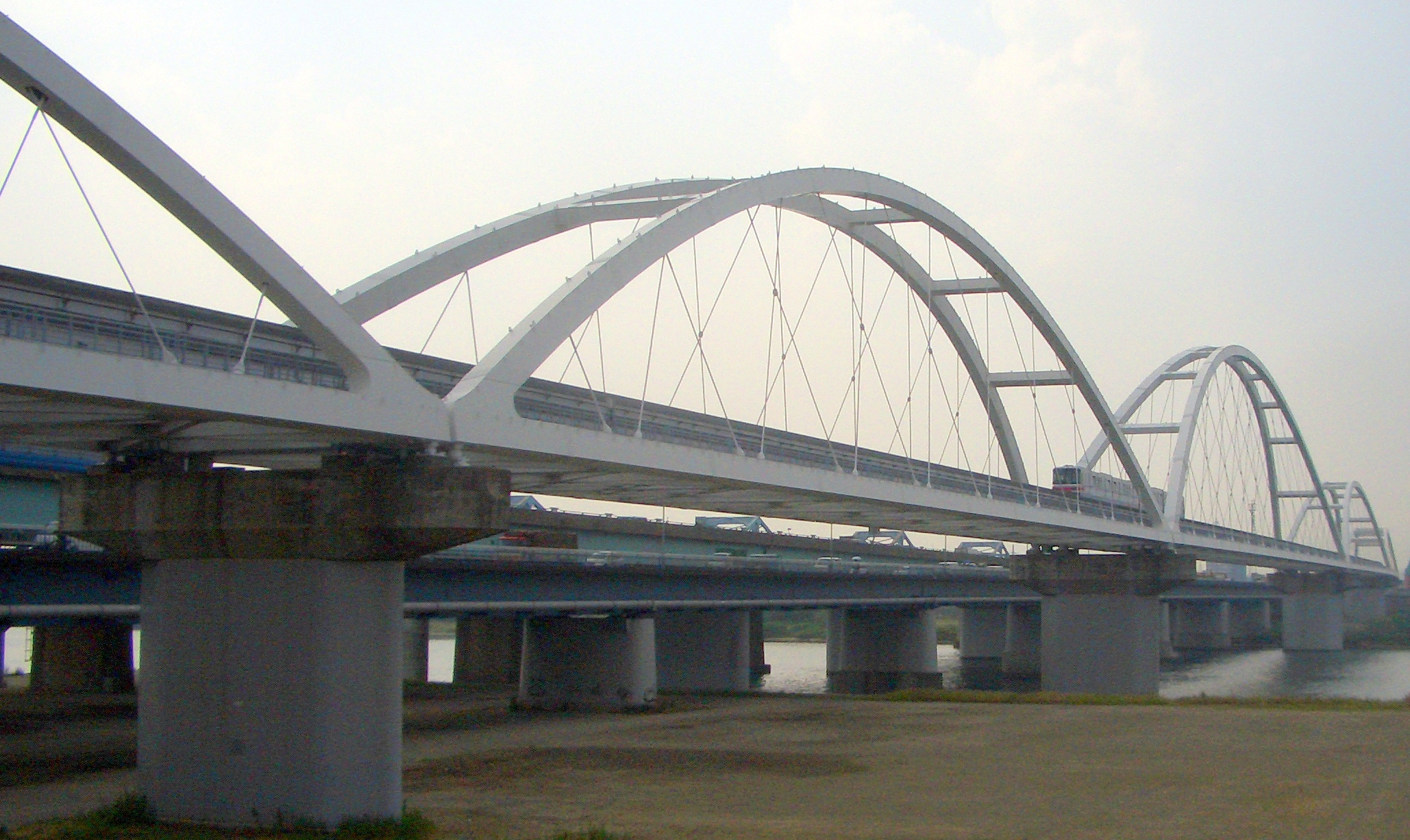
El Torikai ohasi (gran puente Torikai, o 鳥飼大橋) cruza el río Yodo, Osaka, Japón
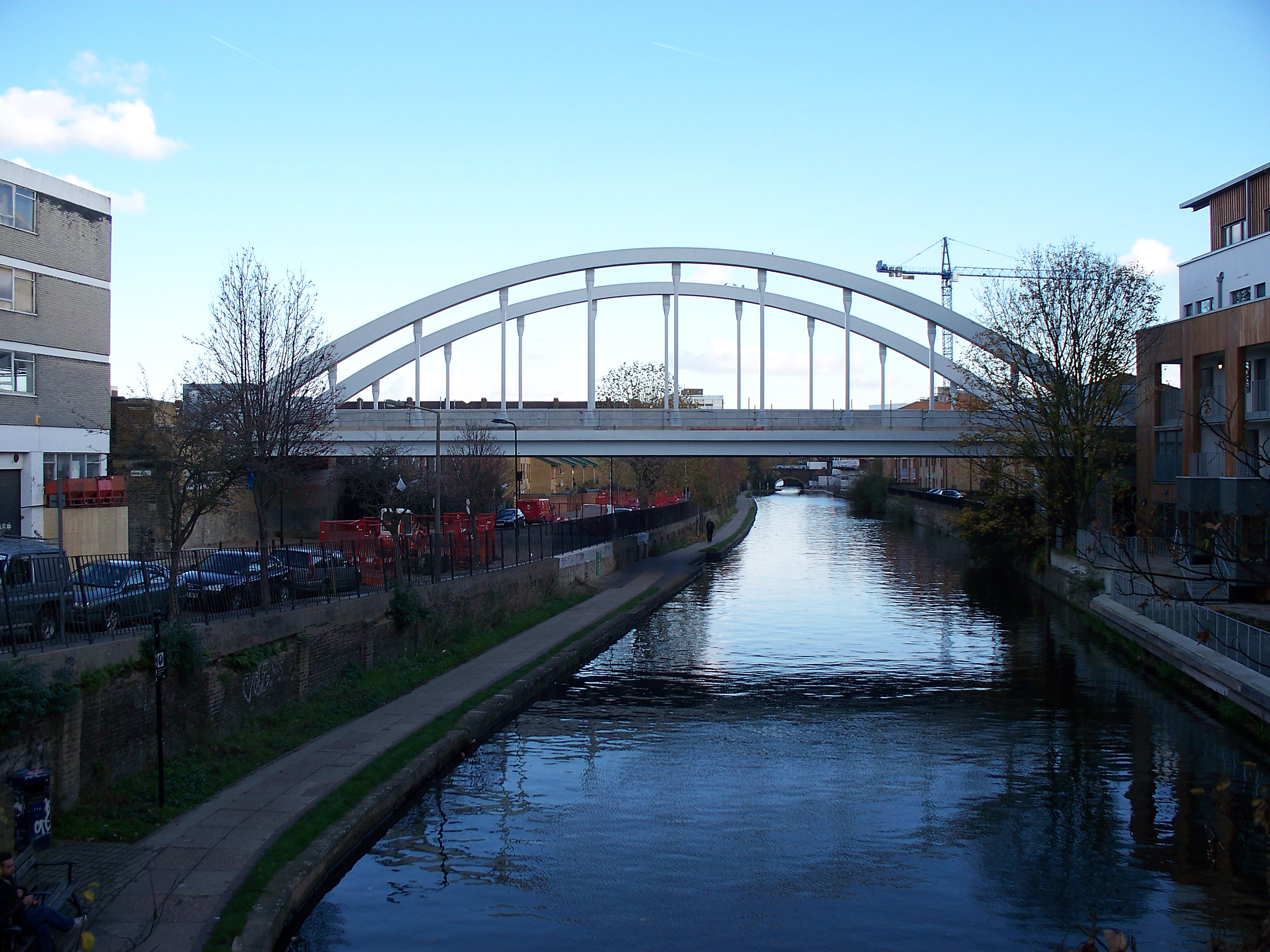
El puente Haggerston lleva el London Overground a través del Regent's Canal desde 2010.
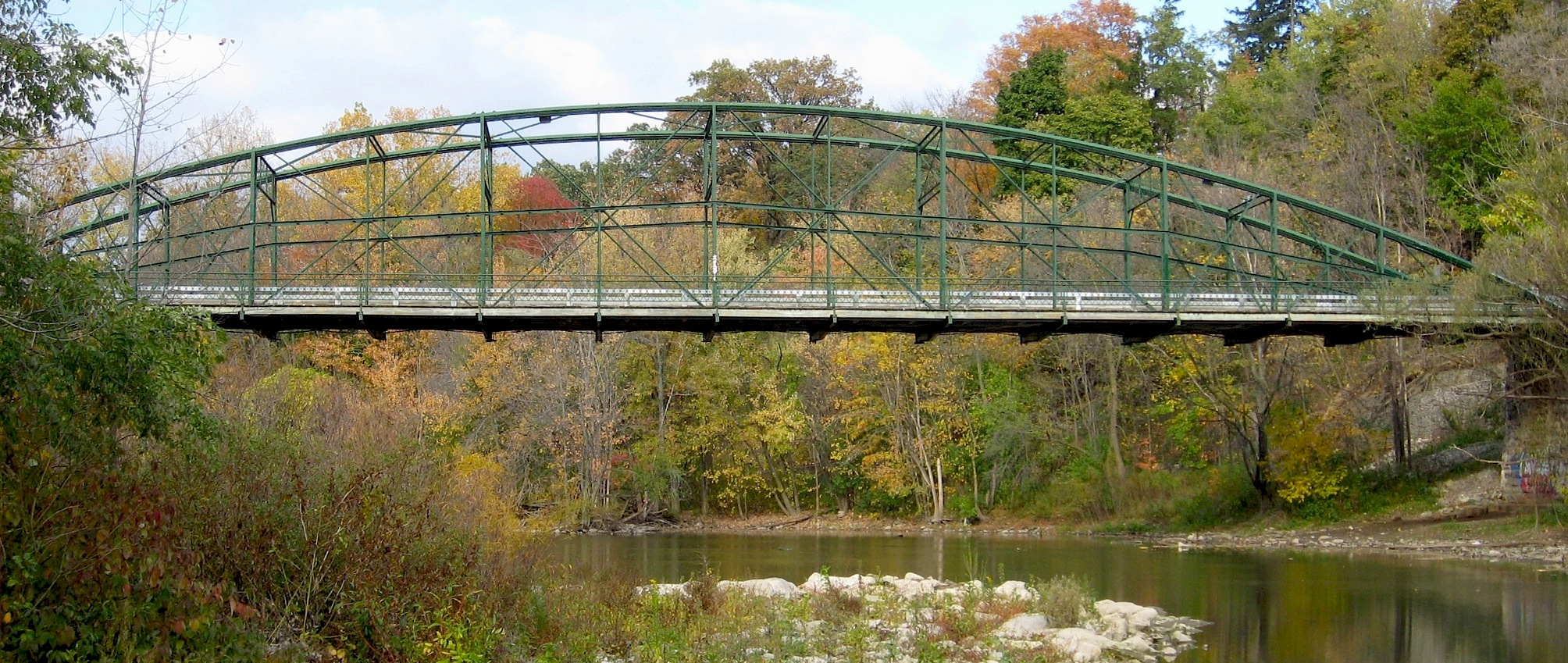
El puente Blackfriars Street es una estructura de hierro fundido de 1875, todavía en uso, que soporta el tráfico motorizado y peatonal en el centro de London, Ontario, Canadá.
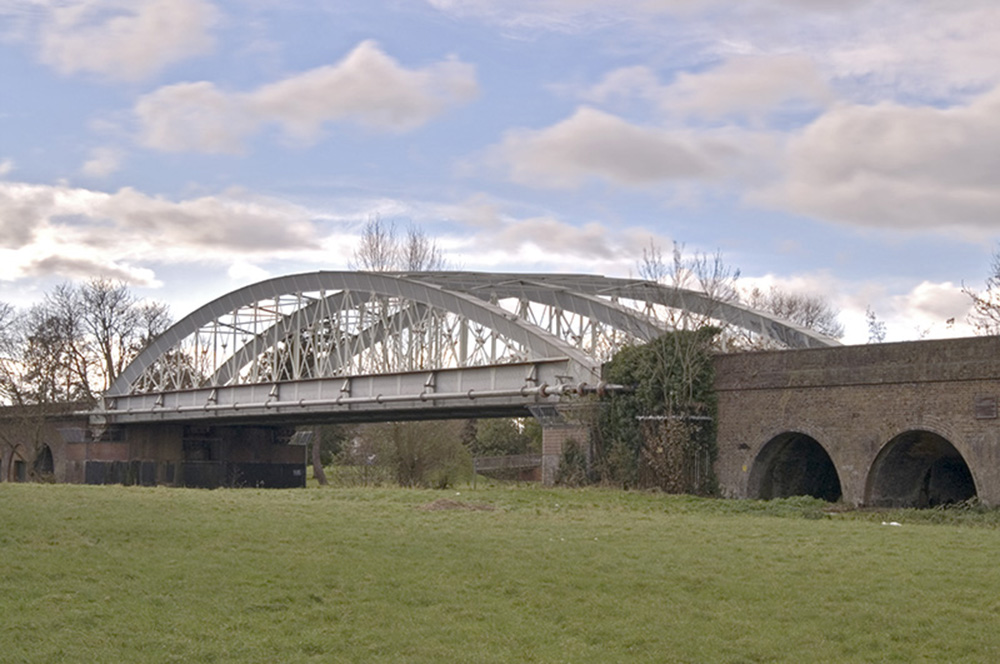
Puente ferroviario de Windsor diseñado por Brunel y construido en 1849.
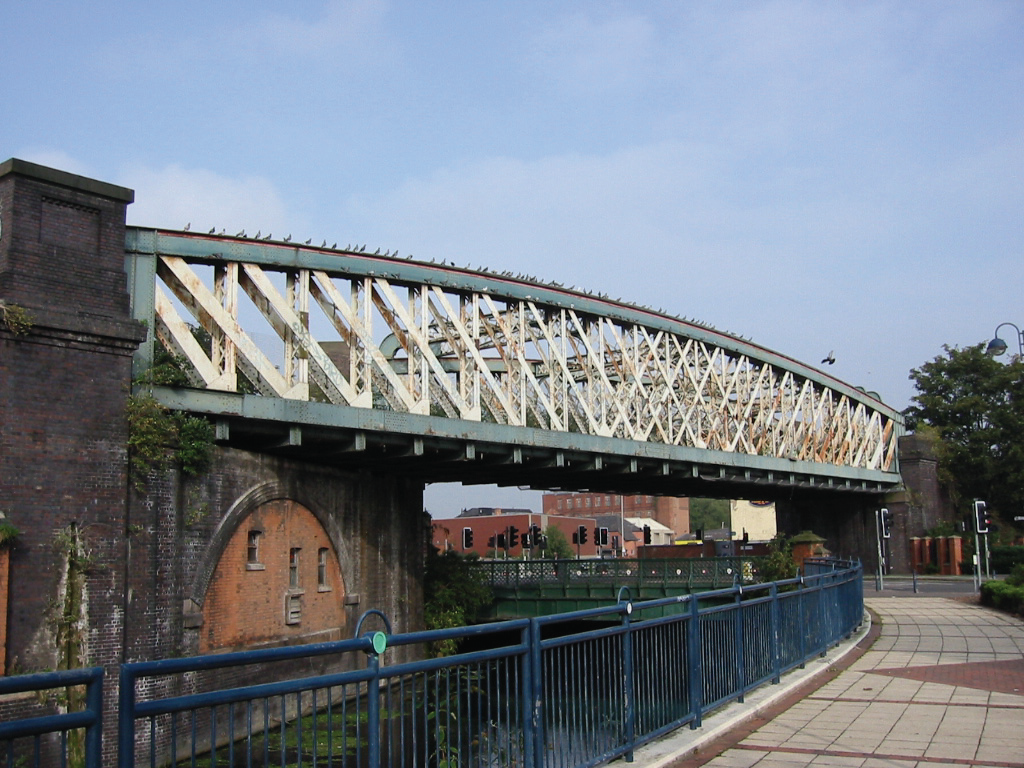
El puente Braunstone Gate, que antes soportaba la línea principal del ferrocarril del Great Central Railway de Mánchester a Londres, se demolió en el otoño de 2009.
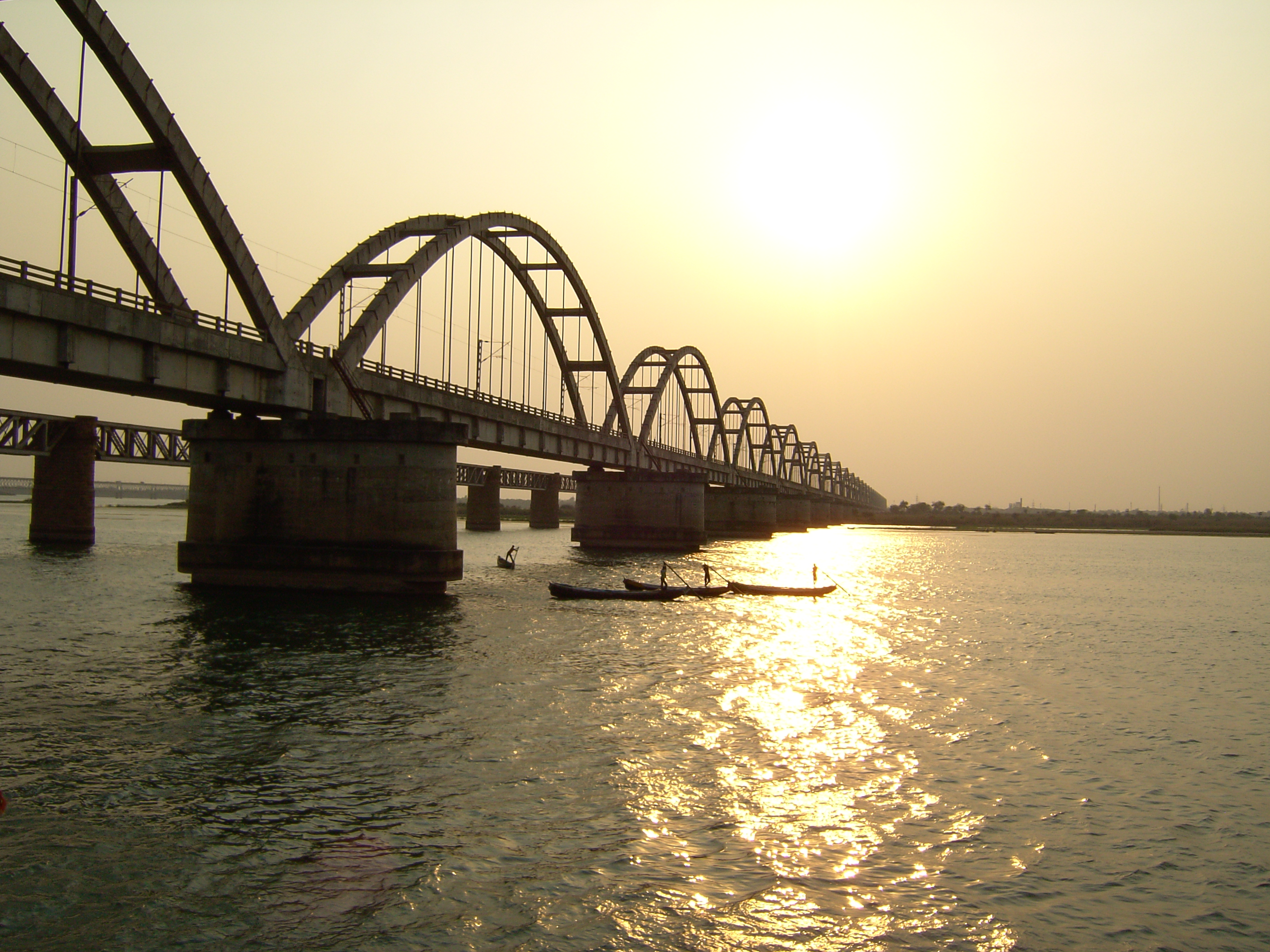
El puente Arco Godavari lleva la línea del South Central Railway Line de India. Fue diseñado para que los trenes circulen a una velocidad de servicio de 250 km/h.
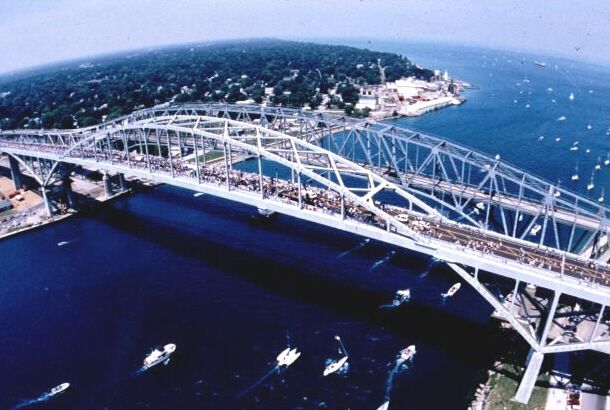
El segundo vano del puente Blue Water (en primer plano) construido en 1997.